# Hôtel Castillon
L’hôtel Castillon est un hôtel particulier situé 14 rue Marc Marchadier à Cognac, dans le département de la Charente.